# Hongkong na Zimowych Igrzyskach Olimpijskich 2014
Hongkong na Zimowych Igrzyskach Olimpijskich 2014 reprezentował jeden mężczyzna. Był to czwarty start reprezentacji Hongkongu na zimowych igrzyskach olimpijskich.

## Skład reprezentacji

### Short track
| Konkurencja       | Wiek | Zawodniczka | Kwalifikacje | Kwalifikacje | Półfinał | Półfinał | Finał | Finał   | Miejsce |
| Konkurencja       | Wiek | Zawodniczka | Czas         | Pozycja      | Czas     | Pozycja  | Czas  | Pozycja | Miejsce |
| ----------------- | ---- | ----------- | ------------ | ------------ | -------- | -------- | ----- | ------- | ------- |
| Mężczyźni         |      |             |              |              |          |          |       |         |         |
| Pan-To Barton Lui | 20   | 1500 m      | 2:22,139     | 5.           | NQ       | NQ       | NQ    | NQ      | 30.     |